# 石本隆
石本隆（日语：／ Ishimoto Takashi，1935年4月6日—2009年3月1日），日本男子游泳运动员。他在1956年夏季奥林匹克运动会中，参加了男子200米蝶泳比赛并获得银牌。其后他数次打破男子100米蝶泳的世界纪录。